# 七井コム斎
七井 コム斎（なない コムさい 1976年3月20日 - ）は、上方の講談師である。旧芸名は旭堂南半球、本名∶原賀 玲。個人事務所で活動。

## 来歴
兵庫県芦屋市に生まれる。近畿大学法学部を卒業した。
2000年に3代目旭堂小南陵に入門。旭堂南半球の名前で2011年まで活動していたが、独立して同年5月10日より七井コム斎となる。大阪・東京を中心に各地で「ガンダム講談会」を開催している。

## 芸風・人物
釈台はドダイYS、定紋はジオン公国のマークを使用している。
古典も演じるが、趣味の『機動戦士ガンダム』を上方講談の古い言い回し、上方言葉を用いて演じる「ガンダム講談」が講談にあまり馴染みのない若いガンダムファンや女性に人気がある。30歳の時、ガンダムシリーズ原作者の富野由悠季から「もっとしっかりガンダムを見ろ」と激励を受けた。
風貌が歌舞伎役者の市川亀治郎に似ていると言われる。

## 出演
- 岡田斗司夫のプチクリ学園（MONDO21）
- 安住紳一郎の日曜天国(TBSラジオ)